# Charles Jude Scicluna
Charles Jude Scicluna (Toronto, 15 de maio de 1959) é um bispo católico maltês nascido no Canadá. É o atual arcebispo de Malta desde 2015. Ele ocupou cargos na Cúria Romana de 1995 a 2012, quando se tornou bispo auxiliar de Malta. Tanto como funcionário da Cúria como desde que se tornou bispo, ele conduziu investigações sobre abuso sexual por parte do clero em nome da Santa Sé e liderou um comitê do Vaticano que analisa tais casos. Ele foi chamado de "o mais respeitado especialista em crimes sexuais do Vaticano". Desde novembro de 2018, ele também foi secretário adjunto da Congregação para a Doutrina da Fé, o corpo curial responsável por lidar com o abuso sexual clerical.

## Educação e sacerdócio
Scicluna nasceu de pais malteses na província de Ontário, Canadá, em 15 de maio de 1959. Sua família mudou-se para Qormi, em Malta, quando ele tinha 11 meses de idade. Depois da escola secundária, ele estudou no Seminário Maior lá. Ele se formou em Direito Civil pela Universidade de Malta em 1984 e uma licenciatura em teologia sagrada . Ele foi ordenado sacerdote para a Arquidiocese de Malta pelo Arcebispo Joseph Mercieca em 11 de Julho de 1986. Em 1991, ele também obteve um doutorado em Direito Canônico na Pontifícia Universidade Gregoriana , em Roma . Seu supervisor de tese foiRaymond Burke e ele apresentou ao professor Urbano Navarrete Cortés, S.J. Mais tarde, ele disse: "Eles queriam que eu ficasse em Roma, na Signatura Apostólica, mas o arcebispo me ligou de volta a Malta".
Entre 1990 e 1995, foi defensor do vínculo e promotor da justiça na Corte Metropolitana de Malta, professor de Teologia Pastoral e Direito Canônico na Faculdade de Teologia e vice-reitor do Seminário Maior da Arquidiocese. Suas atividades pastorais incluíam serviço nas paróquias de São Gregório Magno em Sliema e Transfiguração em Iklin. Ele serviu como capelão do Convento de Santa Catarina.

## Serviço curial
Em 1995, iniciou sua carreira de 17 anos no Vaticano, primeiro como vice-promotor de justiça no Supremo Tribunal da Assinatura Apostólica e, em seguida, em 2002, como promotor da justiça na Congregação para a Doutrina da Fé  sob o cardeal Joseph Ratzinger. Ele também ensinou como professor convidado na Faculdade de Direito da Pontifícia Universidade Gregoriana. Entre 1996 e 2007, promoveu a causa da canonização de São Jorge Preca.
Como promotor de Justiça, ele foi creditado com a construção das normas universais de 2010 que estenderam os estatutos da Igreja para relatar casos de abuso sexual e expandiram a categoria de crimes eclesiais para incluir má conduta sexual com um adulto deficiente e posse de pornografia infantil. Ele forneceu um breve histórico das atividades da CDF com respeito a casos de abuso em uma entrevista de junho de 2010.
Em 2005, Ratzinger encarregou Scicluna de coletar depoimentos sobre o fundador dos Legionários de Cristo , Rev. Marcial Maciel, em meio a alegações de abuso.
Em um culto de oração para padres na Basílica de São Pedro, em maio de 2010, Scicluna se dirigiu à vocação clerical e disse: 
A criança se torna o modelo para o discípulo que quer ser "grande" no reino dos céus ... Quantos são os pecados da igreja por arrogância, por ambição insaciável, tirania e injustiça daqueles que se aproveitam do ministério para avançar suas carreiras, para mostrar, por razões de razões fúteis e miseráveis de vaidade! ... Aceitar o reino de Deus como uma criança é aceitar com um coração puro, com docilidade, abandono, confiança, entusiasmo e esperança. Tudo isso nos lembra da criança. Tudo isso torna a criança preciosa aos olhos de Deus e aos olhos de um verdadeiro discípulo de Jesus.
Ele passou a citar os evangelhos sobre a corrupção dos jovens - "Quem quer que faça um desses pequeninos que crêem em mim pecar, seria melhor para ele se uma grande pedra de moinho estivesse pendurada em seu pescoço e ele fosse jogado no chão." mar "(Marcos 9:42) - e então citou a exegese de Gregório, o Grande , do significado desse versículo para os sacerdotes: 
Mística expressa na pedra de moinho é o ritmo duro e tedioso da vida secular, enquanto o mar profundo significa a mais terrível maldição. Assim, depois de ter tomado uma profissão de santidade, qualquer um que destrua os outros através de palavras ou atos teria sido melhor se suas faltas os tivessem feito morrer em um traje secular, ao invés de, através de seu ofício sagrado, ser imposto como um exemplo para os outros. em seus pecados. Sem dúvida, se eles tivessem caído sozinhos, o sofrimento deles no Inferno seria mais fácil de suportar.
Dirigindo-se a uma conferência sobre abuso sexual realizada em fevereiro de 2012 na Pontifícia Universidade Gregoriana, ele explicou que a CDF precisava do apoio de toda a hierarquia da igreja para que seus procedimentos tivessem o impacto pretendido: "Nenhuma estratégia para a prevenção do abuso infantil funcionará sem compromisso e responsabilidade". Ele disse que "a negação deliberada de fatos conhecidos e a preocupação equivocada de que o bom nome da instituição deveria de alguma forma ter prioridade absoluta" eram "inimigos da verdade" e refletiam "uma cultura mortal de silêncio" que ele caracterizava como uma forma de omertà, a palavra usada para descrever o código de silêncio da máfia para proteger conspirações criminosas em face da autoridade civil e criminal. Ele descreveu as necessidades pastorais dos abusados, "a necessidade radical de a vítima ser ouvida atentamente, ser entendida e acreditada, ser tratada com dignidade à medida que se arrasta na jornada cansativa de recuperação e cura", e destacou cuidado especial necessário para aqueles que se encontram incapazes de se recuperar, "que parecem ter identificado 'eu' simplesmente com "ter sido vítimas'".Ele disse a repórteres que os bispos precisavam aderir à lei da igreja e aos padrões da CDF: "É um crime canônico mostrar negligência maliciosa ou fraudulenta no exercício do dever de alguém. Não estou dizendo que devemos começar a punir todos por qualquer negligência". Mas o que eu quero dizer é que isso não é aceitável. Não é aceitável que, quando padrões são estabelecidos, as pessoas não sigam os padrões estabelecidos. " 

## Bispo Auxiliar
Em 6 de outubro de 2012, o Papa Bento XVI nomeou o Bispo Auxiliar de Scicluna da Arquidiocese de Malta e Bispo Titular de San Leone. O anúncio do Vaticano o descreveu como "altamente respeitado entre seus pares em todo o mundo por suas habilidades de ensino e sua experiência em questões de proteção infantil".Em uma entrevista na véspera de sua saída de Roma, Scicluna disse que o movimento foi uma promoção e não uma manifestação de rivalidades departamentais dentro do Vaticano. Ele disse que não indica qualquer alteração na política com relação ao tratamento de casos de abuso sexual, que continuaria a manter a postura agressiva que adotou: "Isto é política. Não é Scicluna. É o papa. E isso permanecerá." " Ele disse que continuaria a tratar da questão como bispo: "Se você quer silenciar alguém, você não faz dele um bispo".
Ele foi consagrado bispo em 24 de novembro de 2012 pelo arcebispo Paul Cremona, OP, e serviu como seu vice. Os co-consagradores eram o arcebispo emérito Joseph Mercieca e o bispo Mario Grech, de Gozo.

## Compromissos
Em 1º de dezembro de 2012, o Papa Bento XVI nomeou Scicluna para um mandato renovável de cinco anos como membro da Congregação para a Doutrina da Fé .
Em dezembro de 2013, o Papa Francisco encarregou Scicluna da tarefa de se opor ao casamento gay e à adoção por casais do mesmo sexo em Malta.
Em abril de 2014, Scicluna foi nomeado pelo Vaticano para levar o testemunho do clero alegando má conduta sexual na Arquidiocese de St. Andrews e Edimburgo .
Em janeiro de 2015, ele foi nomeado para presidir a nova equipe doutrinal que trata dos recursos apresentados por clérigos acusados de abuso dentro da Congregação para a Doutrina da Fé (CDF), o Papa Francisco havia estabelecido a nova diretoria em 3 de novembro. 2014 para acelerar o processo de audiência e decisão sobre recursos interpostos por padres laicizados ou disciplinados em abuso sexual ou outros casos graves. Os membros da congregação doutrinária haviam examinado uma média de quatro ou cinco recursos, principalmente em casos de abuso sexual, em cada uma de suas reuniões mensais; o número substancial de recursos e a necessidade de examiná-los levaram mais prontamente à criação do conselho para julgar casos envolvendo padres.Em 13 de novembro de 2018, Francis deu-lhe, além disso, o cargo de Secretário Adjunto da CDF.

## Arcebispo de Malta
Após a renúncia do Arcebispo Paul Cremona, Scicluna foi nomeado Administrador Apostólico da Arquidiocese em 18 de outubro de 2014. Durante este período, vários casos de abuso sexual surgiram em relação a um padre dominicano. Em 27 de fevereiro de 2015, o Papa Francisco nomeou o arcebispo metropolitano de Malta. Ele foi instalado em 21 de março de 2015 na Catedral de St. Paul em Mdina .
Em 30 de janeiro de 2018, depois que o Papa Francisco foi duramente criticado por comentários controversos sobre o escândalo de abuso sexual do clero no Chile, ele enviou Scicluna para conduzir uma investigação e tomar depoimentos de vítimas que acusaram Juan Barros, a quem Francisco nomeou bispo de Osorno em 2015, tinha conhecimento pessoal de seu abuso anos antes. Em 8 de abril, numa carta aos bispos do Chile, Francisco disse que o relatório de Scópia de 2.300 páginas o levou a pedir desculpas por deturpar as evidências de abuso sexual clerical no Chile e convocar os bispos do Chile a Roma para consulta em Maio.Em 11 de junho de 2018 Francisco aceitou a renúncia de Barros, juntamente com a demissão de dois outros bispos no Chile.